# Leichtathletik-Europameisterschaften 2022/Kugelstoßen der Frauen

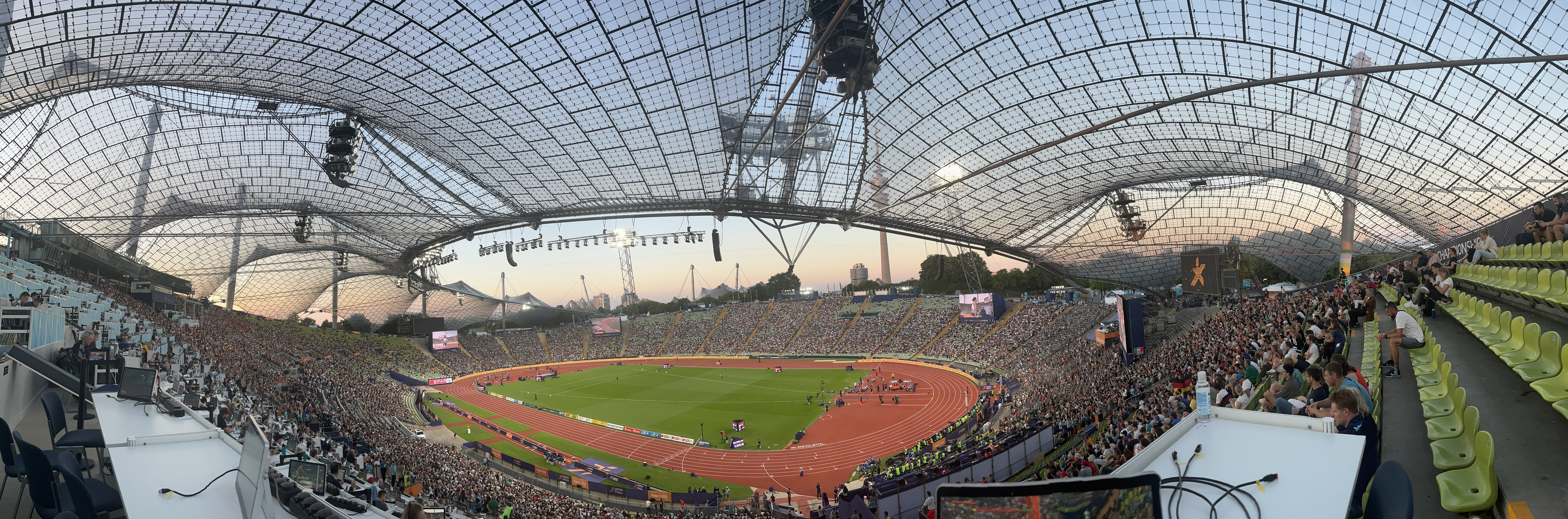
Das Olympiastadion in München während der Europameisterschaften 2022

Das Kugelstoßen der Frauen bei den Leichtathletik-Europameisterschaften 2022 wurde am 15. August 2022 im Olympiastadion der deutschen Stadt München ausgetragen.
Mit Gold und Bronze errangen die Kugelstoßerinnen aus den Niederlanden zwei Medaillen. Europameisterin wurde Jessica Schilder, die bei den Weltmeisterschaften im Monat zuvor Bronze gewonnen hatte. Silber ging an die Portugiesin Auriol Dongmo. Bronze errang Jorinde van Klinken.

## Rekorde

### Bestehende Rekorde
| Weltrekord           | 22,63 m | Natalja Lissowskaja | Moskau, Sowjetunion (heute Russland) | 7. Juni 1987    |
| Europarekord         | 22,63 m | Natalja Lissowskaja | Moskau, Sowjetunion (heute Russland) | 7. Juni 1987    |
| Meisterschaftsrekord | 21,69 m | Wita Pawlysch       | EM Budapest, Ungarn                  | 20. August 1998 |

Der bestehende EM-Rekord wurde bei diesen Europameisterschaften nicht erreicht. Die größte Weite erzielte die niederländische Europameisterin Jessica Schilder mit ihrem zweiten Stoß im Finale auf 20,24 m, womit sie eine neue europäische Jahresbestleistung aufstellte. Sie blieb 1,45 m unter dem Rekord. Zum Welt- und Europarekord fehlten ihr 2,39 m.

### Rekordverbesserung
Im Finale am 15. August wurde ein neuer Landesrekord aufgestellt:

19,82 m – Auriol Dongmo (Portugal), zweiter Versuch

## Legende
Kurze Übersicht zur Bedeutung der Symbolik – so üblicherweise auch in sonstigen Veröffentlichungen verwendet:
| NR  | Nationaler Rekord                     |
| EL  | Europajahresbestleistung              |
| NM  | keine Weite (no mark)                 |
| ogV | ohne gültigen Versuch                 |
| –   | verzichtet                            |
| x   | ungültig                              |
| r   | Wettkampf nicht fortgesetzt (retired) |

## Qualifikation
25 Teilnehmerinnen traten in zwei Gruppen zur Qualifikationsrunde an. Vier von ihnen (hellblau unterlegt) übertrafen die Qualifikationsweite für den direkten Finaleinzug von 18,60 m. Damit war die Mindestzahl von zwölf Finalteilnehmerinnen nicht erreicht. Das Finalfeld wurde mit den acht nächstplatzierten Sportlerinnen (hellgrün unterlegt) auf zwölf Kugelstoßerinnen aufgefüllt. So reichten für die Finalteilnahme schließlich 17,33 m.

### Gruppe A

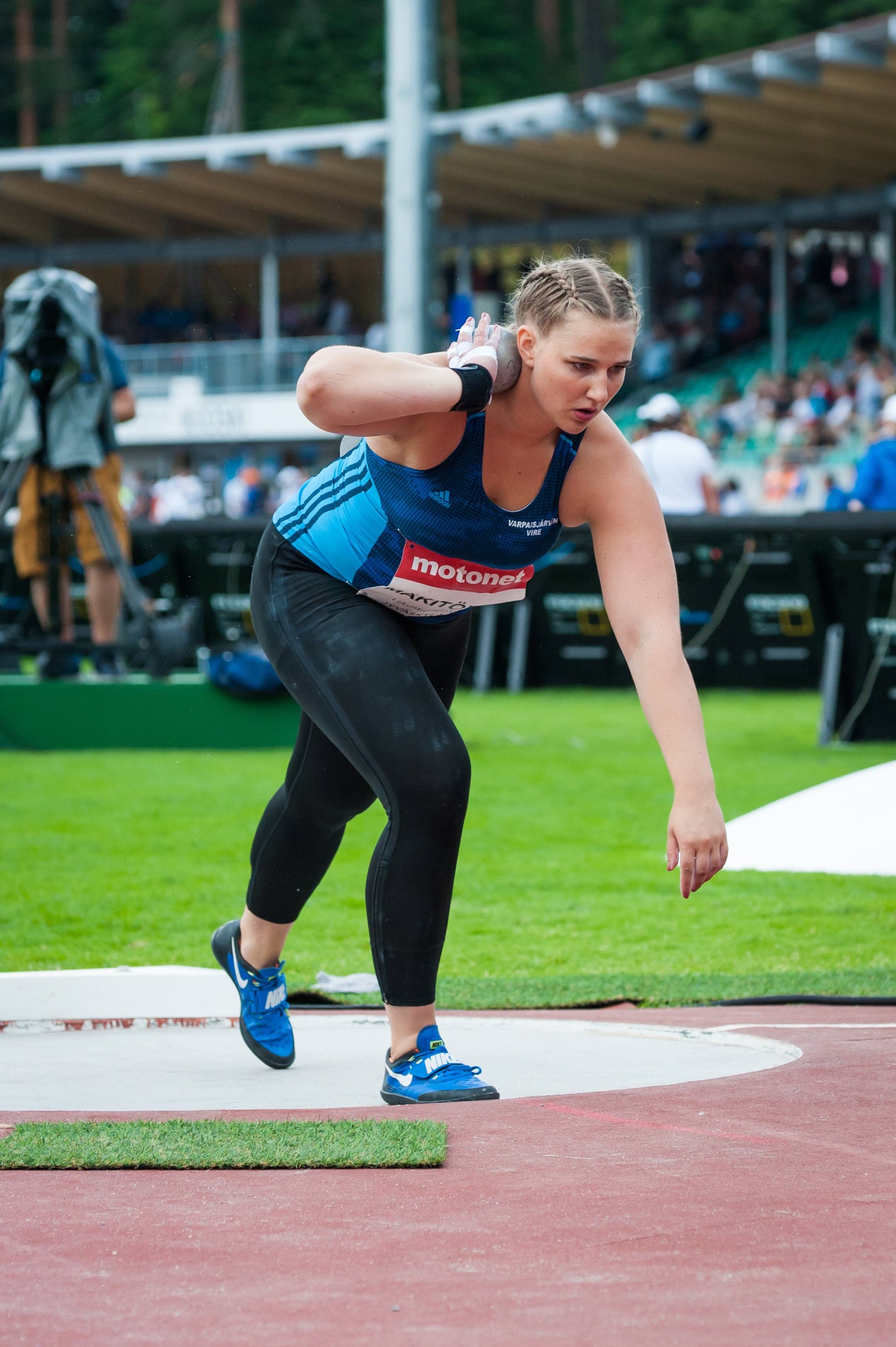
Senja Mäkitörmä – ausgeschieden mit 16,93 m
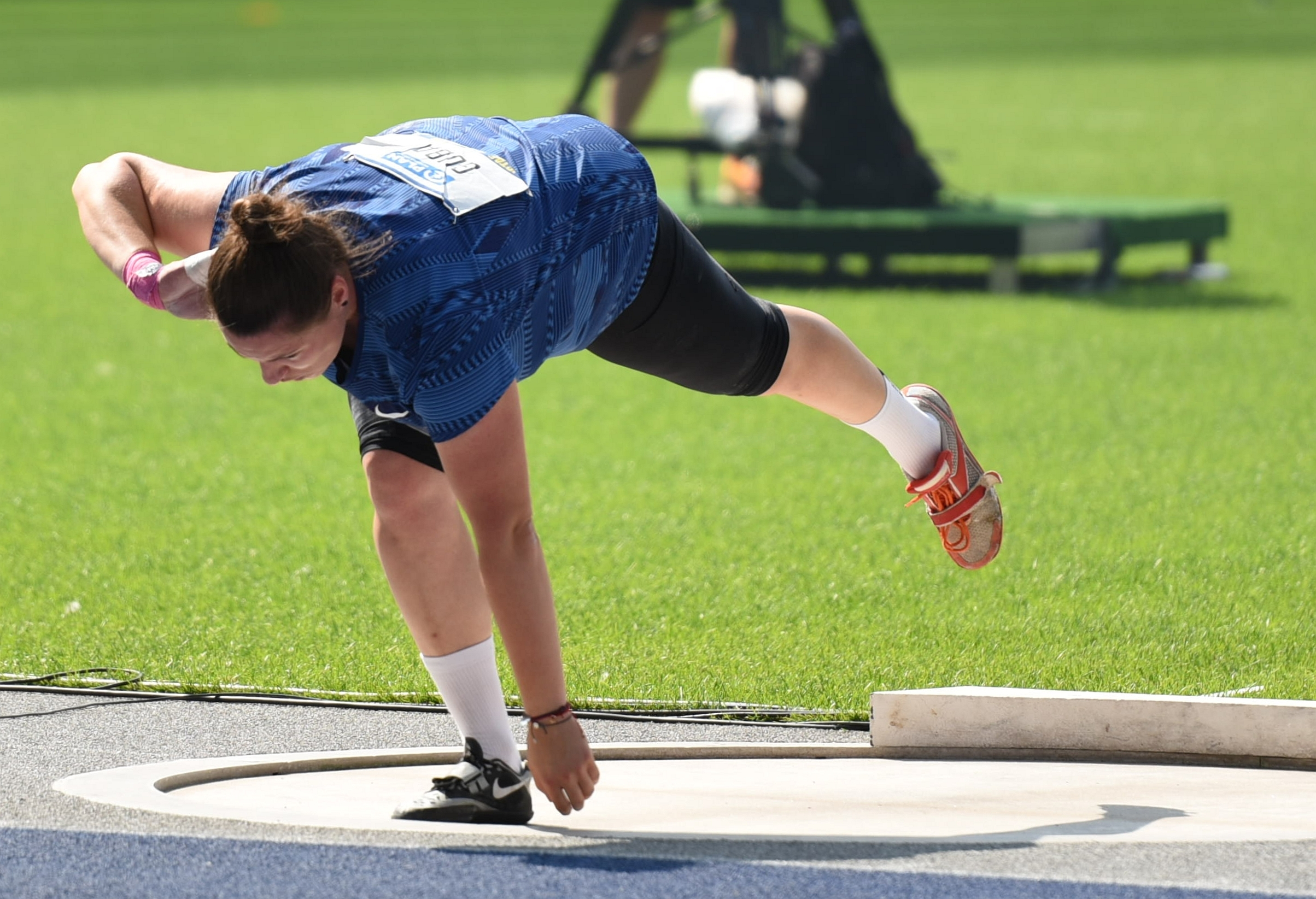
Titelverteidigerin Paulina Guba – ausgeschieden mit 16,66 m
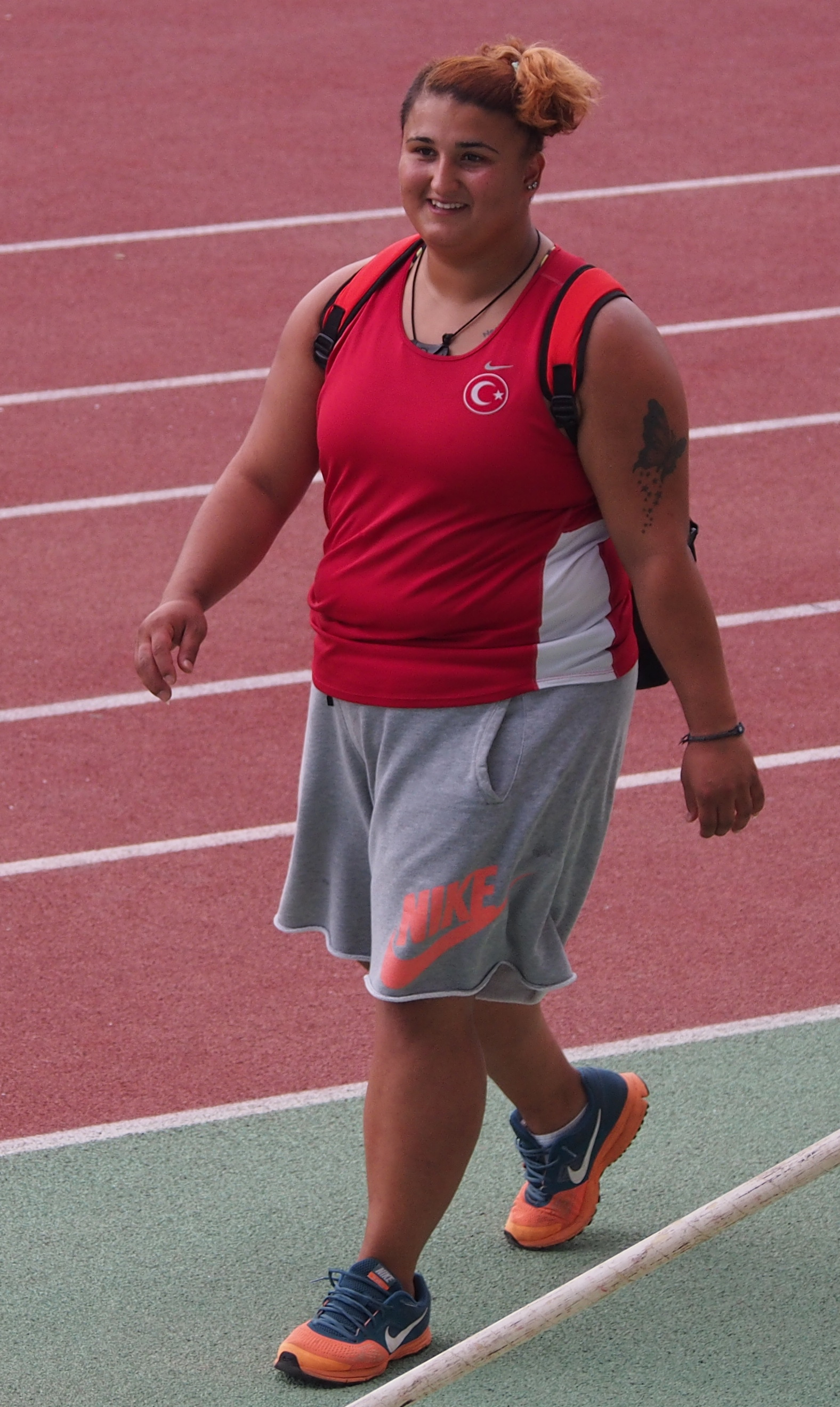
Emel Dereli – ausgeschieden mit 16,56 m

15. August 2022, 11:19 Uhr MESZ
| Platz | Name                 | Nation         | Resultat (m) | 1. Versuch (m) | 2. Versuch (m) | 3. Versuch (m) |
| 1     | Auriol Dongmo        | Portugal       | 19.32        | 19.32          | –              | –              |
| 2     | Jorinde van Klinken  | Niederlande    | 18,62        | 18,39          | 18,62          | –              |
| 3     | Sara Gambetta        | Deutschland    | 18,53        | 18,53          | 17,92          | 18,31          |
| 4     | Axelina Johansson    | Schweden       | 17,97        | 16,92          | 17,97          | x              |
| 5     | Julia Ritter         | Deutschland    | 17,80        | 17,52          | 17,80          | 17,68          |
| 6     | Dimitriana Bezede    | Moldau         | 17,76        | 17,53          | 17,76          | x              |
| 7     | Benthe König         | Niederlande    | 17,27        | 16,90          | x              | 17,27          |
| 8     | Amelia Strickler     | Großbritannien | 17,20        | 16,62          | 16,55          | 17,20          |
| 9     | Senja Mäkitörmä      | Finnland       | 16,94        | x              | 16,71          | 16,94          |
| 10    | Paulina Guba         | Polen          | 16,66        | 16,45          | x              | 16,66          |
| 11    | Emel Dereli          | Türkei         | 16,56        | 16,56          | r              |                |
| 12    | Sopiko Shatirishvili | Georgien       | 15,52        | 15,08          | 15,52          | 15,36          |
| NM    | Markéta Červenková   | Tschechien     | ogV          | x              | x              | x              |

### Gruppe B

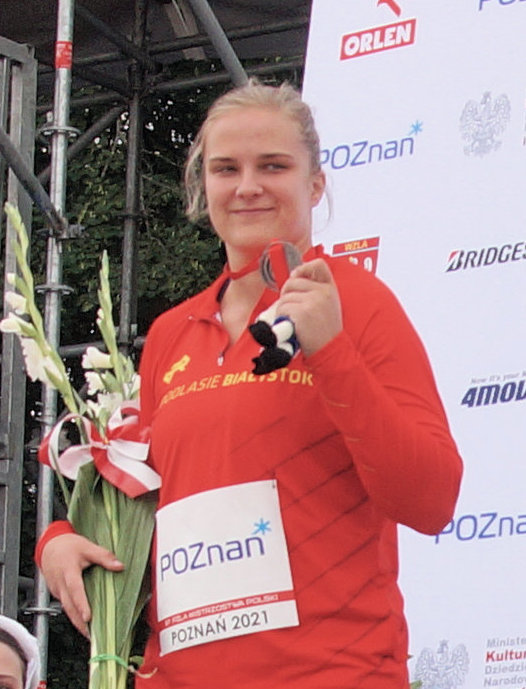
Klaudia Kardasz – ausgeschieden mit 17,07 m
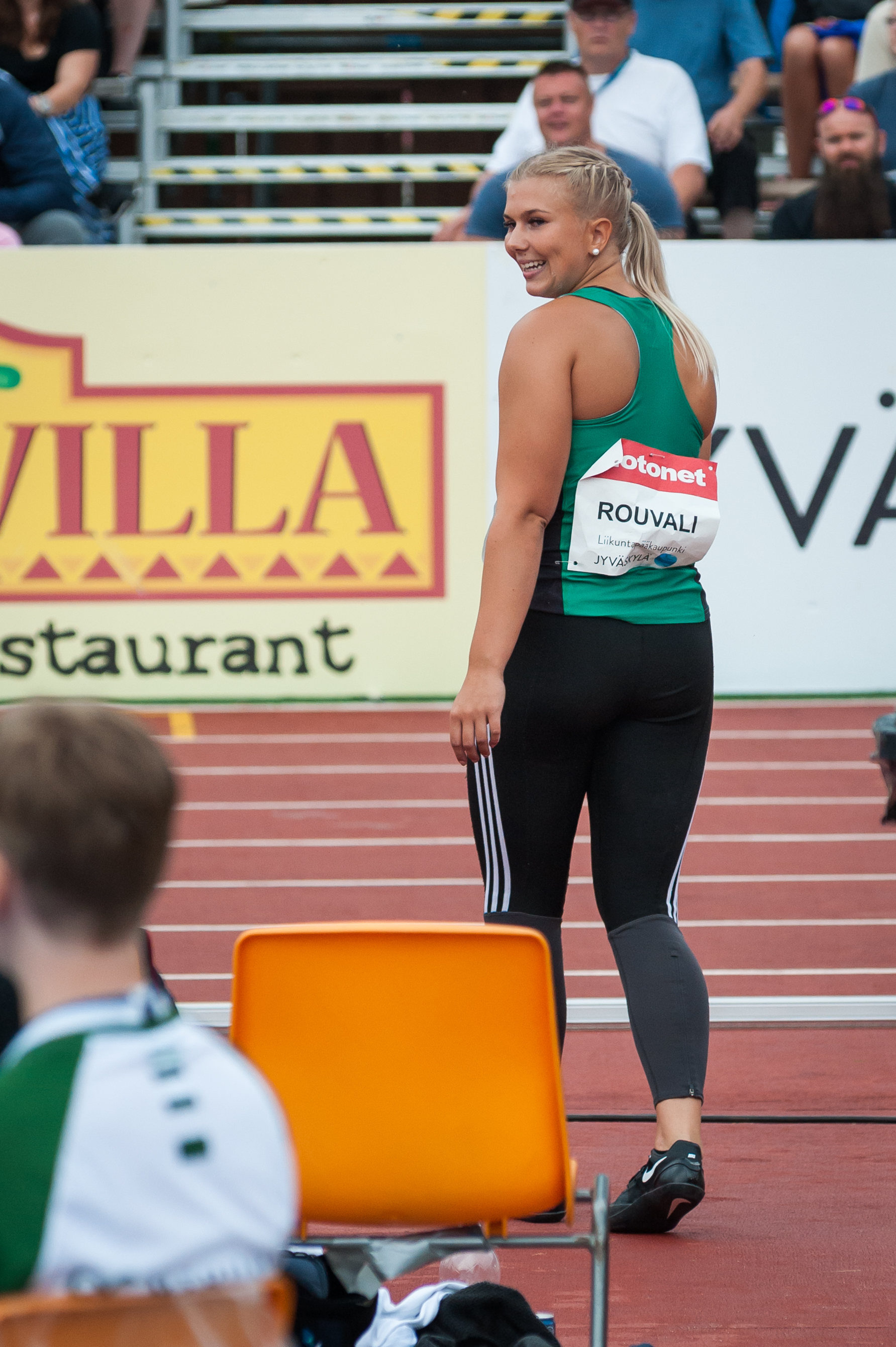
Eveliina Rouvali – ausgeschieden mit 17,07 m
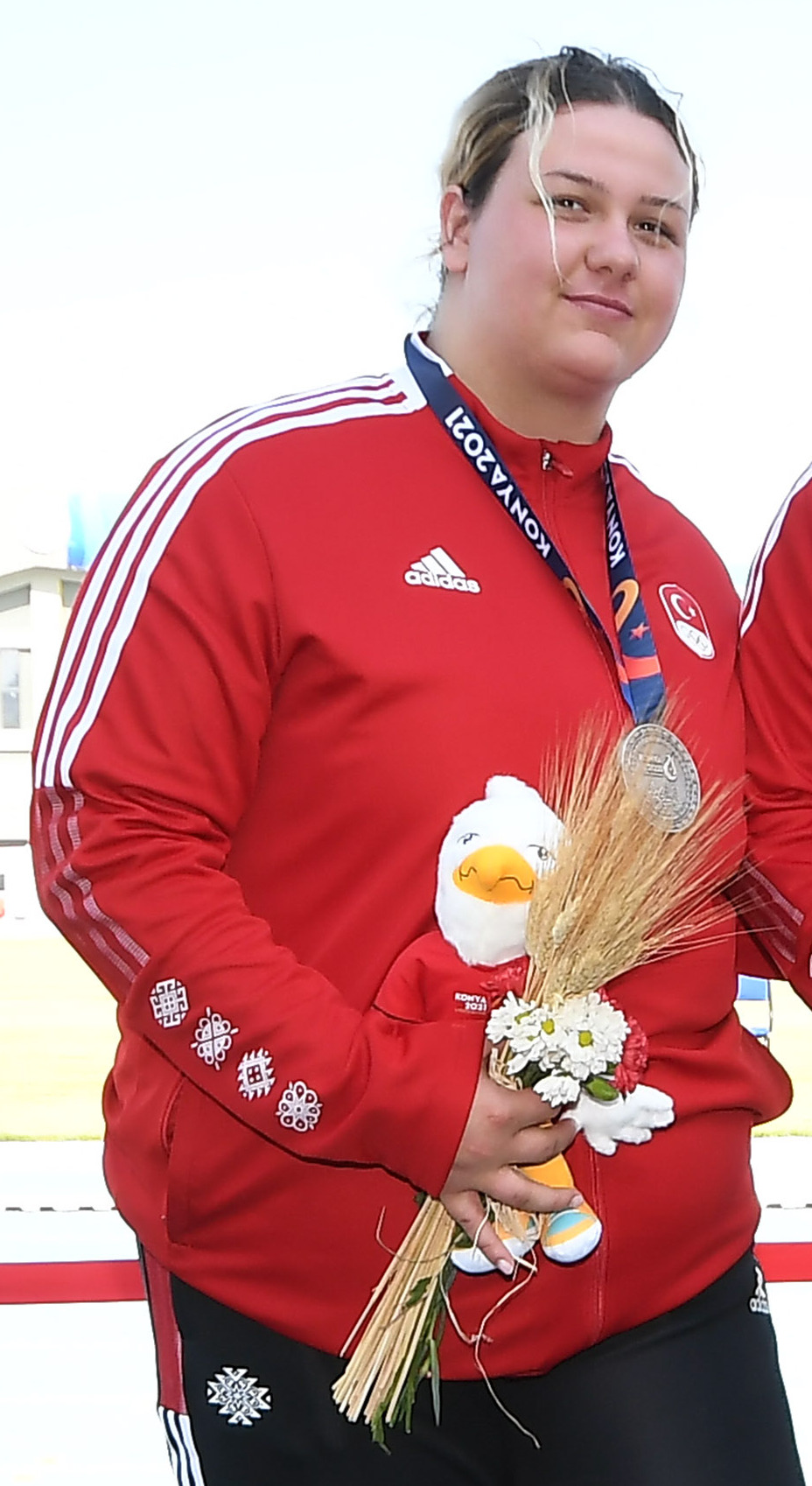
Pınar Akyol – ausgeschieden mit 15,89 m

15. August 2022, 11:20 Uhr MESZ
| Platz | Name                     | Nation         | Resultat (m) | 1. Versuch (m) | 2. Versuch (m) | 3. Versuch (m) |
| 1     | Jessica Schilder         | Niederlande    | 18,95        | x              | 18,31          | 18,95          |
| 2     | Katharina Maisch         | Deutschland    | 18,65        | 18,44          | x              | 18,65          |
| 3     | Fanny Roos               | Schweden       | 17,79        | 17,43          | 17,79          | x              |
| 4     | María Belén Toimil       | Spanien        | 17,72        | 17,09          | x              | 17,72          |
| 5     | Jéssica Inchude          | Portugal       | 17,64        | 17,18          | 17,64          | 17,38          |
| 6     | Sophie McKinna           | Großbritannien | 17,33        | 17,33          | 16,86 15,87    |                |
| 7     | Klaudia Kardasz          | Polen          | 17,27        | 17,27          | x              | x              |
| 8     | Divine Oladipo           | Großbritannien | 17,16        | x              | 17,16          | 16,81          |
| 9     | Eveliina Rouvali         | Finnland       | 17,07        | x              | 16,49          | 17,07          |
| 10    | Sara Lennman             | Schweden       | 16,95        | 16,92          | 16,95          | 16,76          |
| 11    | Erna Sóley Gunnarsdóttir | Island         | 16,41        | 15,89          | 16,41          | x              |
| 12    | Pınar Akyol              | Türkei         | 15,89        | 14,69          | 15,67          | 15,89          |

## Finale
15. August 2022, 20:38 Uhr MESZ
| Platz | Name                | Nation         | Resultat (m) | 1. Versuch (m) | 2. Versuch (m) | 3. Versuch (m) | 4. Versuch (m)                                   | 5. Versuch (m)                                   | 6. Versuch (m)                                   |
| 1     | Jessica Schilder    | Niederlande    | 20,24 EL     | 19,47          | 20,24          | 19,18          | 19,24                                            | 19,12                                            | 19,13                                            |
| 2     | Auriol Dongmo       | Portugal       | 19,82 NR     | 19,29          | 19,82          | 19,01          | x                                                | 19,46                                            | 19,52                                            |
| 3     | Jorinde van Klinken | Niederlande    | 18,94000     | 17,03          | 18,94          | 16,99          | x                                                | 18,83                                            | 18,20                                            |
| 4     | Fanny Roos          | Schweden       | 18,55000     | 18,35          | x              | 18,30          | x                                                | 17,84                                            | 18,55                                            |
| 5     | Sara Gambetta       | Deutschland    | 18,48000     | 18,17          | 18,48          | 18,21          | 18,40                                            | 18,24                                            | 17,61                                            |
| 6     | Julia Ritter        | Deutschland    | 18,29000     | 18,29          | 18,00          | 18,07          | 18,14                                            | 18,24                                            | 18,16                                            |
| 7     | Axelina Johansson   | Schweden       | 18,04000     | 18,04          | 17,42          | 17,75          | 17,37                                            | 17,60                                            | 16,98                                            |
| 8     | Katharina Maisch    | Deutschland    | 18,01000     | 18,01          | x              | x              | 17,80                                            | x                                                | 17,13                                            |
| 9     | Jéssica Inchude     | Portugal       | 17,93000     | 17,24          | x              | 17,93          | nicht im Finale der besten acht Kugelstoßerinnen | nicht im Finale der besten acht Kugelstoßerinnen | nicht im Finale der besten acht Kugelstoßerinnen |
| 10    | María Belén Toimil  | Spanien        | 17,86000     | 17,40          | 17,86          | 17,21          | nicht im Finale der besten acht Kugelstoßerinnen | nicht im Finale der besten acht Kugelstoßerinnen | nicht im Finale der besten acht Kugelstoßerinnen |
| 11    | Dimitriana Bezede   | Moldau         | 16,98000     | 16,98          | x              | x              | nicht im Finale der besten acht Kugelstoßerinnen | nicht im Finale der besten acht Kugelstoßerinnen | nicht im Finale der besten acht Kugelstoßerinnen |
| 12    | Sophie McKinna      | Großbritannien | 16,29000     | 16,29          | 15,63          | x              | nicht im Finale der besten acht Kugelstoßerinnen | nicht im Finale der besten acht Kugelstoßerinnen | nicht im Finale der besten acht Kugelstoßerinnen |

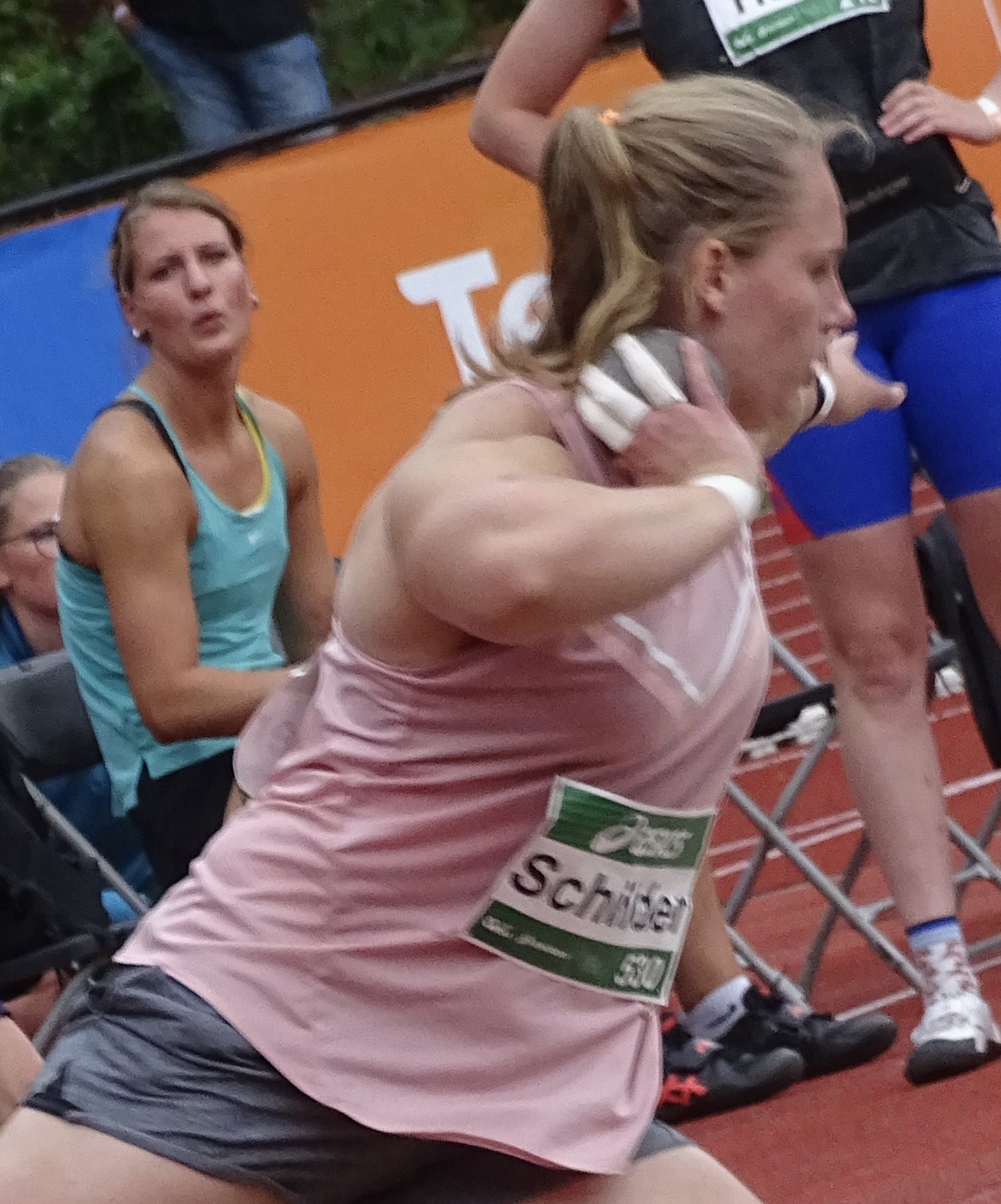
Europameisterin mit Europajahresbestleistung: Jessica Schilder

Die als Dritte und beste Europäerin der Weltmeisterschaften im Monat zuvor mit guten Aussichten im Kugelstoßwettbewerb gestartete Niederländerin Jessica Schilder übernahm mit 19,47 m die Führung vor der Portugiesin Auriol Dongmo, die auf 19,29 m gekommen war. Mit ihren zweiten Stößen steigerten sich beide Athletinnen noch einmal deutlich. Schilder gelang mit 20,24 m der einzige Versuch dieser Konkurrenz jenseits von zwanzig Metern, Dongmo verbesserte sich auf 19,82 m. Schilder erzielte damit eine neue europäische Jahresbestleistung, Dongmo stellte mit ihrer Weite einen portugiesischen Landesrekord auf. Die Niederländerin Jorinde van Klinken stieß die Kugel in Runde zwei auf 18,94 m und war damit Dritte.
Diese Reihenfolge änderte sich bis zum Ende des Wettkampfs nicht mehr. Außer den beiden erstplatzierten Athletinnen übertraf keine Wettbewerberin die Marke von neunzehn Metern. Van Klinken lag mit ihrer Weite am Ende einen knappen halben Meter vor dem Rest der Finalteilnehmerinnen.
Knapper ging es im Kampf um die weiteren vorderen Platzierungen zu. Zunächst lag die Schwedin Fanny Roos mit 18,35 m aus Durchgang eins auf Rang vier. Fünfte war die Deutsche Julia Ritter, die mit ihrem ersten Stoß auf 18,29 m kam. In Runde zwei zog die Deutsche Sara Gambetta mit 18,48 m an Roos und Ritter vorbei, womit sie zu diesem Zeitpunkt Vierte war. In der letzten Versuchsreihe gab es dann noch einmal eine Veränderung. Roos erzielte 18,55 m und eroberte damit ihren vierten Rang zurück.
So wurde Jessica Schilder neue Europameisterin vor Auriol Dongmo und Jorinde van Klinken. Rang vier belegte Fanny Roos, Fünfte wurde Sara Gambetta vor Julia Ritter.

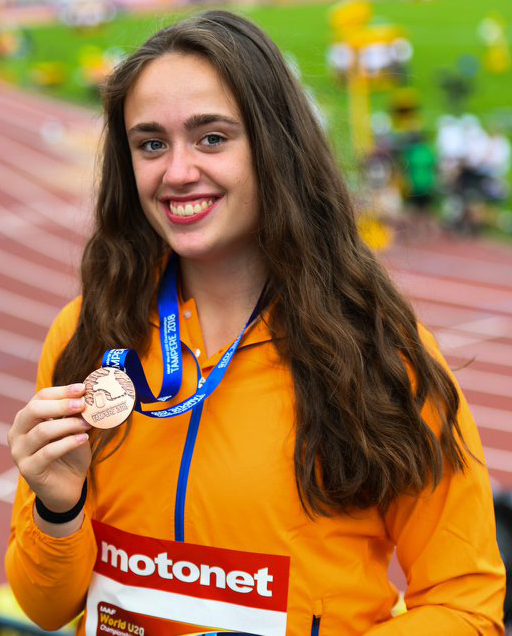
Bronzemedaillengewinnerin Jorinde van Klinken
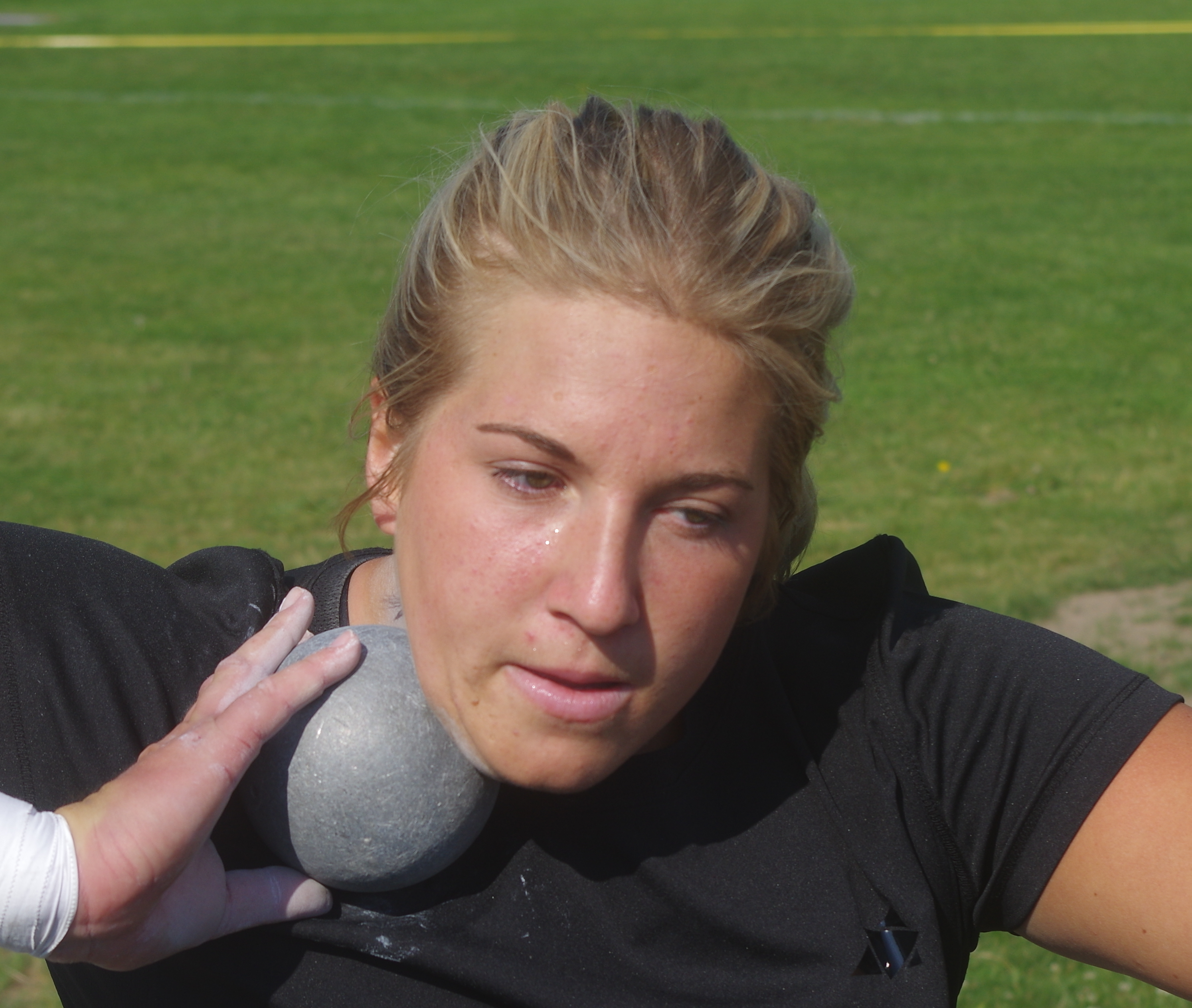
Fanny Roos belegte Rang vier

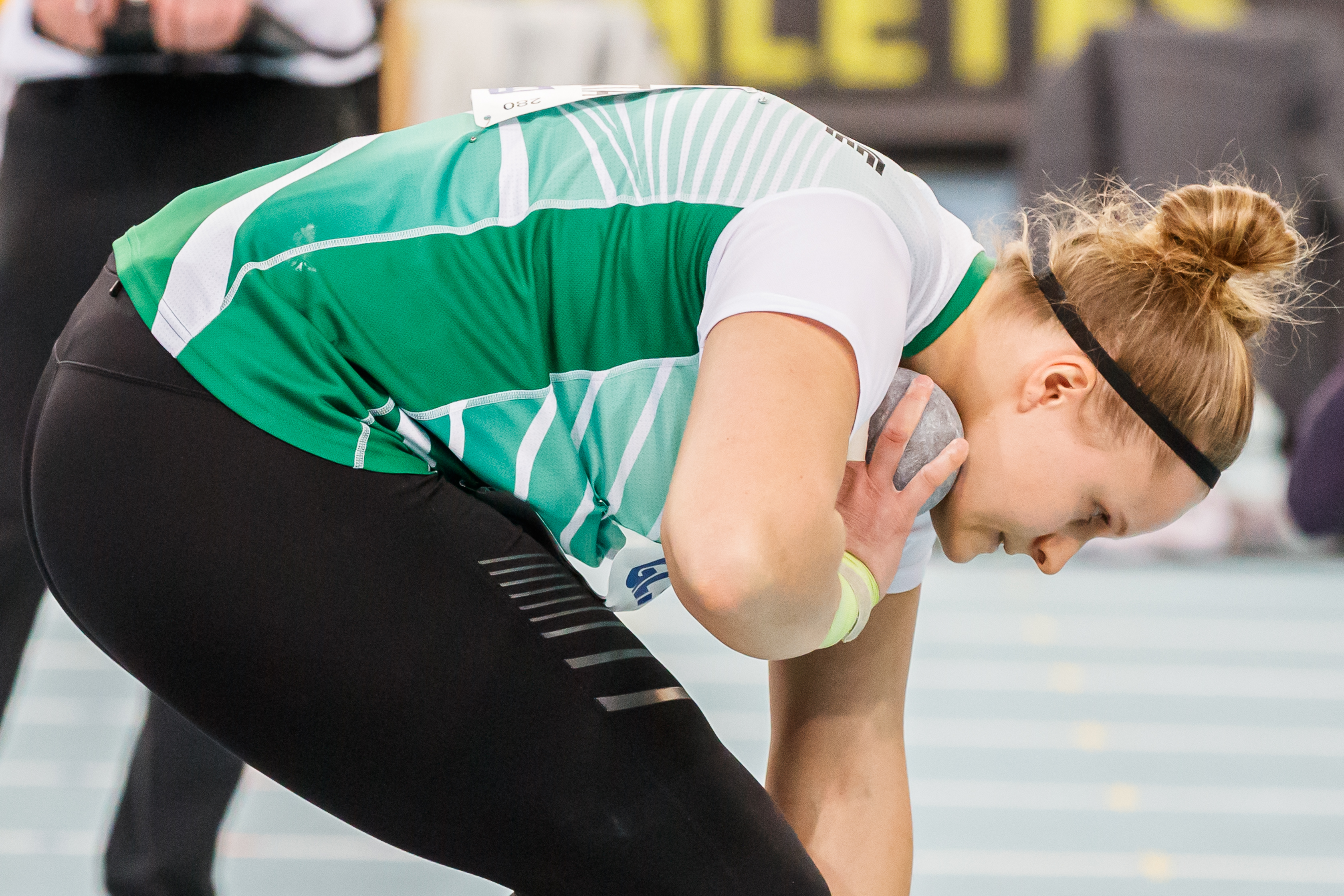
Sara Gambetta kam auf den fünften Platz
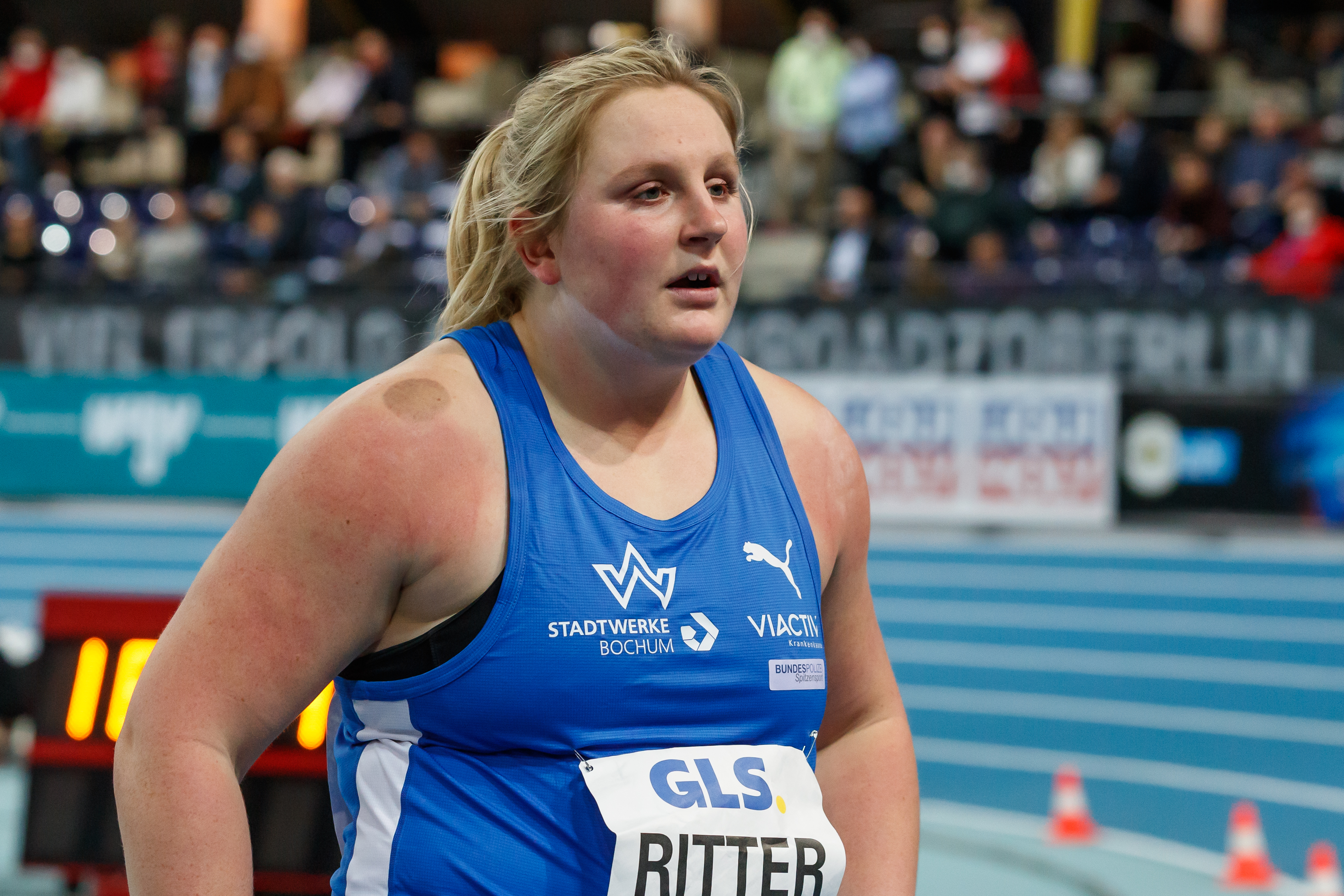
Julia Ritter erreichte Platz sechs
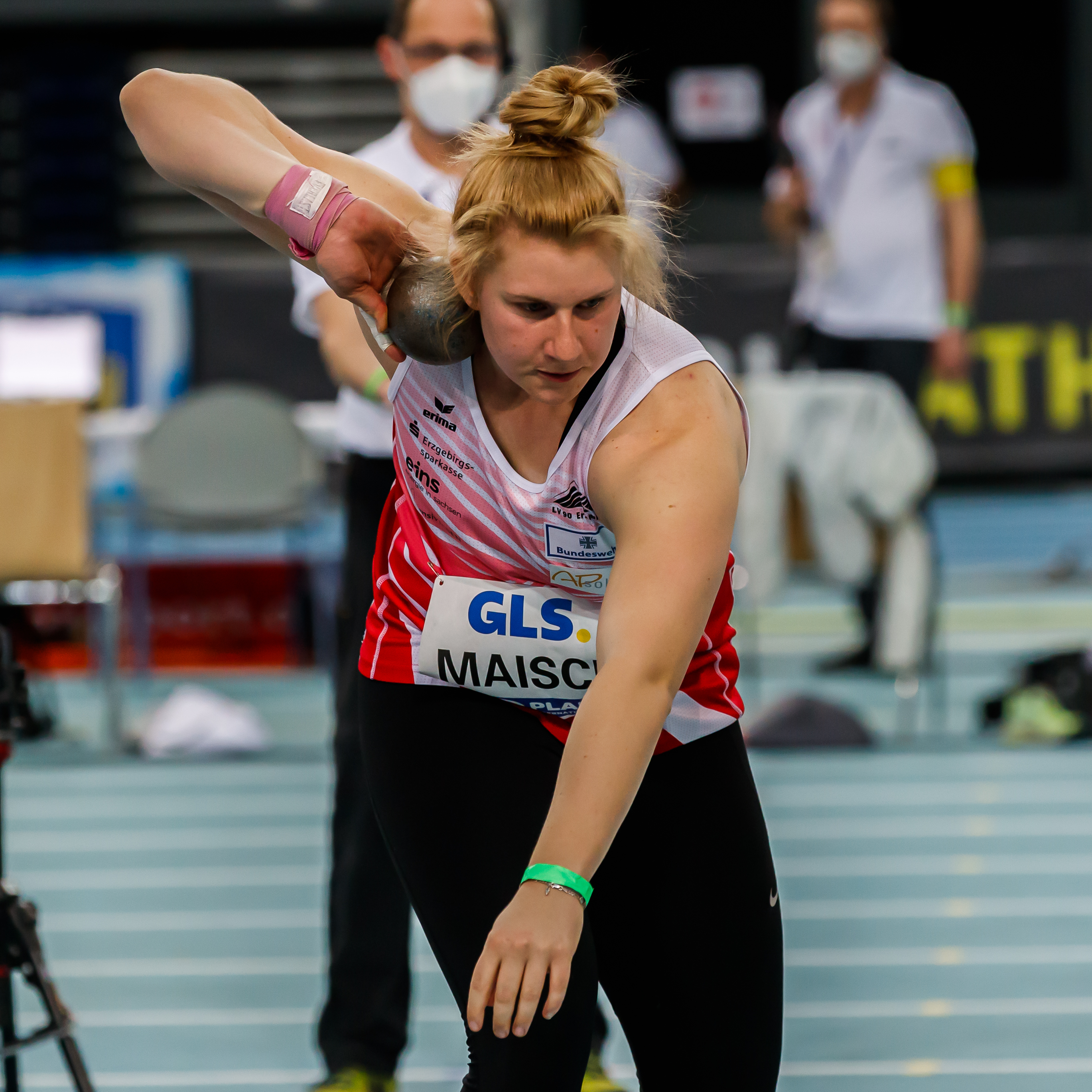
Rang acht für Katharina Maisch

## Videolink
- European Athletics Championships Munich - Womens Shot Put Final - Arete Thows Nation Reaction, youtube.com, abgerufen am 9. April 2023